# Sgt. Pepper's Lonely Hearts Club Band
Sgt. Pepper's Lonely Hearts Club Band (comumente referido apenas como Sgt. Pepper) é o oitavo álbum de estúdio da banda Inglesa de rock The Beatles, lançado em 1⁰ de junho de 1967. Foi um sucesso crítico e comercial imediato, permanecendo no topo das paradas britânicas por vinte e duas semanas e durante quinze semanas nas paradas estadunidenses. A revista Time declarou-o como "uma partida histórica no progresso da música", e o periódico New Statesman prezou sua elevação do pop ao nível da arte. O álbum venceu quatro prêmios Grammy em 1968, incluindo Álbum do Ano, sendo o primeiro LP de rock a receber o prêmio.
Em agosto de 1966, os Beatles terminaram permanentemente suas turnês e iniciaram um período de férias de três meses. Durante um voo para retornar à Londres em novembro daquele ano, Paul McCartney concebeu a ideia de uma canção envolvendo uma banda militar da era eduardiana que eventualmente formou o ímpeto do conceito de Sgt. Pepper. As sessões de gravação do disco tiveram início em 24 de novembro no Estúdio 2 do EMI Studios com as composições "Strawberry Fields Forever" e "Penny Lane", ambas inspiradas pelas infâncias dos integrantes do grupo; contudo, devido à pressão da EMI, as faixas foram lançadas como um single de duplo lado A e não foram incluídas no álbum.
Em fevereiro de 1967, após gravarem a faixa-título, Paul sugeriu que os Beatles lançassem um álbum inteiro que representasse uma performance da banda fictícia Sgt. Pepper. Essa personalidade alternativa da banda deu-lhes a liberdade de experiências musicais. Durante as gravações, o grupo esforçou-se para melhorar a qualidade da produção em comparação com seus projetos anteriores. Sabendo que não iriam apresentar as canções ao vivo, eles adotaram uma abordagem experimental as composições, escrevendo canções como "With a Little Help from My Friends", "Lucy in the Sky with Diamonds" e "A Day in the Life". A gravação inovadora do álbum usada pelo produtor George Martin incluiu a aplicação liberal de som com processamento de sinal e o uso de uma orquestra formada por quarenta músicos, tocando crescendos aleatórios. As gravações foram finalizadas em 21 de abril de 1967. A capa do disco, apresentando a banda posando na frente de celebridades e figuras históricas, foi designada pelos artistas pop ingleses Peter Blake e Jann Haworth, e baseada em um esboço feito por McCartney.
Sgt. Pepper é considerado por musicólogos como um álbum conceitual que avançou o uso da forma cíclica na música popular, ao passo em que continuou a maturação artística vista nos lançamentos anteriores do grupo. Foi descrito como um dos primeiros discos de art rock, auxiliando o desenvolvimento do rock progressivo, e creditado por ter marcado o início da "Era do Álbum"(em inglês). Um trabalho importante da psicodelia britânica, o álbum de múltiplos gêneros incorpora diversas influências estilísticas, incluindo vaudeville, música circense, music hall, avant-garde e a música clássica ocidental e indiana. Em 2003, a Biblioteca do Congresso dos Estados Unidos incluiu o álbum no Registro Nacional de Gravações, honorando o trabalho como "culturalmente, historicamente ou esteticamente significante". No mesmo ano, a Rolling Stone posicionou-o no topo da lista de "500 Melhores Álbuns de Todos os Tempos". Até 2014, comercializou mais de 30 milhões de unidades em âmbito global, sendo um dos álbuns mais vendidos mundialmente. Escrevendo para a Enciclopédia Oxford da Literatura Britânica, o Prof. Kevin J Dettmar definiu-o como "o álbum de rock and roll mais importante e influente já gravado".

## Contexto
Estávamos fartos de ser os Beatles. Detestávamos aquela abordagem de merda dos quatro pequenos mop-tops. Não éramos rapazes, éramos homens (...) e pensávamos em nós mesmos como artistas e não apenas como músicos para entreter.

– Paul McCartney
Em 1966, os Beatles estavam cansados de realizar apresentações ao vivo. Na opinião de John Lennon, eles podiam "enviar quatro bonecos de cera, e seria o bastante para satisfazer a multidão. Os concertos dos Beatles já não tinham nada a ver com música. Eram apenas malditos ritos tribais." Em junho daquele ano, dois dias depois de terem finalizado o álbum Revolver, o grupo iniciou uma turnê mundial a partir da Alemanha Ocidental. Em Hamburgo, entretanto, receberam um telegrama anônimo que dizia: "Não vão a Tóquio. A suas vidas correm perigo". A ameaça foi levada a sério à luz da controvérsia criada por grupos conservadores e religiosos do Japão, opostos à ideia planejada pelos Beatles de realizarem uma apresentação na arena sagrada Nippon Budokan. Como precaução, 35 mil policiais foram mobilizados e encarregados de proteger o grupo, que foi transportado dos locais de shows para os hotéis em carros blindados. A prudência do público japonês e a ausência de fãs a gritar durante os shows permitiram ao quarteto ouvir suas performances e perceber o quanto elas tinham perdido qualidade.
Quando chegaram às Filipinas, foram ameaçados e maltratados pelos cidadãos por não visitarem a primeira-dama Imelda Marcos. O grupo manifestava descontentamento com o seu empresário, Brian Epstein, por este insistir no que eles consideravam ser um itinerário desgastante e desmoralizante. Depois do regresso a Londres, George Harrison respondeu a uma questão sobre os futuros planos da banda: "Tiraremos um par de semanas para recuperação (da viagem) antes de irmos (aos Estados Unidos) e sermos espancados pelos norte-americanos." Tal comentário provou ser profético, uma vez que o posterior comentário de John Lennon sobre os Beatles serem "mais populares que Jesus" envolveu a banda em enorme controvérsia, gerando protestos no Bible Belt dos Estados Unidos. Um pedido de desculpas público amenizou a polêmica, mas a pobre excursão no país, marcada por estádios em meia lotação e atuações abaixo da expectativa, provou ser a última da banda. O autor Nicholas Schaffner lembra que, "para os Beatles, tocar esses concertos tinha se tornado um fingimento tão distante dos novos rumos que eles estavam a perseguir, que nem uma única melodia foi tocada do recém-lançado LP Revolver, cujos arranjos eram, na sua maior parte, impossíveis de reproduzir no palco devido ao seu alinhamento de duas guitarras-baixo-bateria".
Ao retornar à Inglaterra, começaram a circular rumores de que o grupo tinha decidido encerrar suas atividades. George informou a Epstein que iria deixar a banda, mas foi convencido a ficar com a promessa que não haveria mais turnês. O grupo tirou sete semanas de férias, concentrando-se em interesses individuais. Harrison viajou para a Índia e lá permaneceu por seis semanas, tendo aulas avançadas de sitar com Ravi Shankar. Paul McCartney e o produtor George Martin colaboraram para a trilha sonora do filme The Family Way. Lennon atuou no filme How I Won the War e participou de mostras de arte, como uma na galeria Indica, em Westminster, onde viria a conhecer Yoko Ono, a sua futura esposa. Ringo Starr aproveitou a pausa para passar mais tempo com sua esposa Maureen e o filho Zak.

## Inspiração e concepção
Em novembro de 1966, durante um voo de retorno do Quênia para Londres, onde estava de férias com o road manager Mal Evans, McCartney teve ideia para uma canção. Tal ideia, que formaria o ímpeto para o conceito de Sgt. Pepper, envolvia uma banda militar da era eduardiana, de nome inventado por Evans, ao estilo de grupos contemporâneos de São Francisco como Big Brother and the Holding Company e Quicksilver Messenger Service. Em fevereiro de 1967, Paul sugeriu que os Beatles gravassem um disco inteiro que representasse uma performance desse grupo ficcional. Tal alter ego daria a eles a liberdade para experimentar musicalmente novos estilos sem a pressão de serem "os Beatles". McCartney explicou: "Eu pensei, vamos deixar de ser nós mesmos. Vamos desenvolver alter egos."
| “               | Pepper não apareceu até a metade do processo de feitura do álbum. Era uma canção do Paul, somente um número comum de rock. Paul disse: "Porque não fazemos um álbum como se a banda de Pepper realmente existisse, como se o 'Sergeant Pepper' estivesse gravando? Gravaremos efeitos e tudo mais." Eu amei a ideia, e, daquele momento em diante, foi como se Pepper tivesse vida própria. | ” |
| — George Martin | |   |

Em 1966, o crescente interesse do músico norte-americano Brian Wilson por estética de gravação, além da sua admiração pela parede de som do produtor Phil Spector e por Rubber Soul, serviram de fonte criativa ao que resultou no lançamento de Pet Sounds, dos Beach Boys, que mostrou sua competência e maestria em produção musical e em composição e arranjo. O autor Thomas MacFarlane define o lançamento de Pet Sounds como inspirador de muitos músicos daquele tempo, com McCartney, em particular, a cantar seus louvores e extrair inspiração para uma "expansão do foco de trabalho dos Beatles com sons e texturas não usualmente associadas à música popular." Paul pensava que, por ele constantemente tocar o álbum, foi difícil John "escapar da influência", adicionando: "Foi inteligentemente executado, então nós fomos inspirados por ele e pegamos algumas ideias." Martin afirmou: "Sem Pet Sounds, Sgt. Pepper nunca teria acontecido. 'Pepper' foi uma tentativa de se igualar a Pet Sounds."

## Gravação e produção

### Histórico de gravação

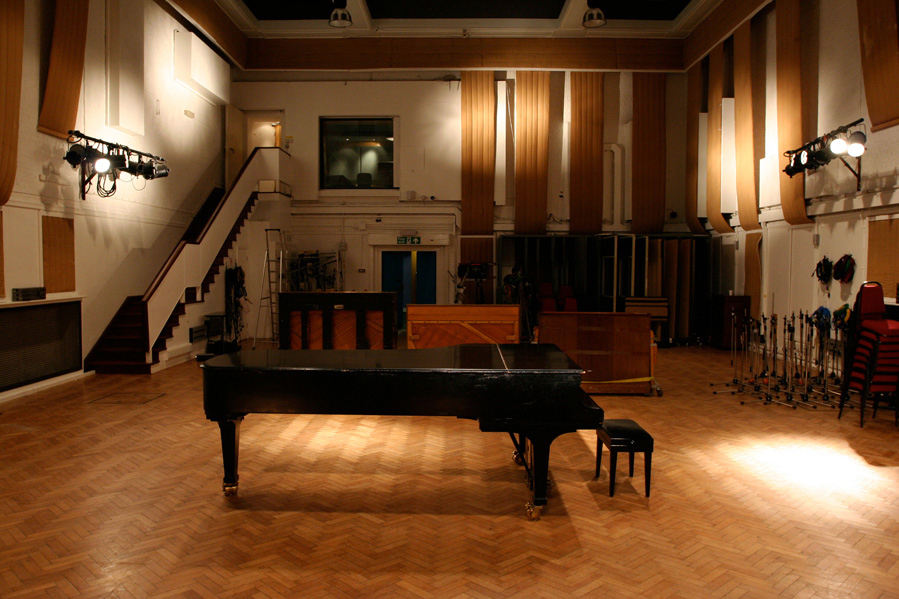
Estúdio 2 do EMI Studios (atual Abbey Road Studios), onde quase todas as faixas de Sgt. Pepper foram gravadas.

De acordo com o musicólogo Walter Everett, Sgt. Pepper marcou o início da ascensão de Paul como a liderança e força criativa dominante dos Beatles. Ele compôs e cantou mais da metade do material do LP, além de ter obtido crescente controle do processo de gravação das canções, liderando as gravações junto a George Martin. Ele proveria, desse ponto em diante, direção artística para os lançamentos do grupo. As sessões de gravação do disco foram iniciadas em 24 de novembro de 1966, no Estúdio 2 do EMI Studios, na primeira vez que os Beatles se reuniram desde setembro daquele ano. Cobertos pelo luxo de um orçamento quase ilimitado, eles reservavam sessões sem data de volta marcada, buscando rotinas de trabalho flexíveis, em horário tão tarde quanto quisessem.
O grupo iniciou a empreitada com três canções intencionadas a serem lançadas em um álbum tematicamente conectado à infância dos membros: "Strawberry Fields Forever", "When I'm Sixty-Four" e "Penny Lane". A primeira sessão foi marcada pela introdução de um novo instrumento, o Mellotron, cujas teclas desencadeavam gravações de fita de uma variedade de instrumentos. Um notório exemplo do uso do equipamento é a performance de Paul na introdução de "Strawberry Fields Forever" usando uma configuração de flauta. A complexa produção da faixa envolveu inovadora divisão de duas tomadas, que foram gravadas em diferentes tempos e tons. O engenheiro de som Geoff Emerick relembra que, durante a gravação de Revolver, "nós nos acostumamos a solicitações para se fazer o impossível, e nós sabíamos que a palavra 'não' não existia no vocabulário dos Beatles." Na opinião de Martin, "Sgt. Pepper cresceu naturalmente a partir de Revolver", perfazendo "uma era de quase contínua experimentação tecnológica".

Revistas de música começaram a nos depreciar, porque (o disco) demorou cinco meses para ser gravado, e eu lembro da grande graça em ver, em um desses periódicos, "como os Beatles tinham se tornado improdutivos", e eu estava sentado, esfregando minhas mãos e dizendo: "Espere só."

– Paul McCartney
"Strawberry Fields Forever" e "Penny Lane" foram ulteriormente lançadas como um lado A e lado B em fevereiro de 1967, após a gravadora e Brian Epstein pressionarem Martin por um single. Quando o trabalho falhou em alcançar o topo das paradas no Reino Unido, as agências da imprensa britânica especularam que o caminho de sucesso do grupo talvez tivesse acabado, com manchetes como "Beatles falham em alcançar o topo", "Primeira vez em quatro anos" e "A bolha estourou?". Após tal lançamento, o conceito de infância foi abandonado em favor do "Sgt. Pepper", e, sob a insistência de Epstein, o single não foi incluso no LP. Martin posteriormente descreveu a decisão de excluir essas duas canções como "o maior erro de minha vida profissional". Não obstante, no seu julgamento, "Strawberry Fields Forever", na qual ele e a banda permaneceram 55 horas de tempo de estúdio gravando, "estabelece a agenda de todo o álbum." Martin explicou uma das principais características do disco: "Seria um trabalho (...) (com músicas que) não poderiam ser tocadas ao vivo: elas foram concebidas para serem produções de estúdio e essa era a diferença." Paul acreditava que estava a gravar o melhor trabalho dos Beatles, declarando: "Agora, nossa performance 'é' esse álbum." Emerick relembra: "Por sabermos que os Beatles nunca tocariam essas músicas ao vivo, não existiram barreiras criativas." Em 6 de dezembro de 1966, o grupo começou a trabalhar em "When I'm Sixty-Four", a primeira faixa que seria incluída no lançamento.

### Técnicas de gravação
Sgt. Pepper foi gravado com o uso de um máquina de quatro trilhas. Embora fitas de oito trilhas estivessem disponíveis nos Estados Unidos, as primeiras unidades não eram consideradas operacionais para estúdios comerciais de Londres até 1967. No oitavo LP dos Beatles, assim como nos anteriores, foi feito uso extensivo da técnica conhecida como "ping-pong", ou "boucing", por meio da qual entre uma e quatro pistas do gravador são combinadas e passam por um processo de transferência entre dispositivos de armazenamento de mídia de diferentes formatos a partir de um equipamento master de quatro trilhas. O procedimento possibilitou aos engenheiros da Abbey Road dar ao conjunto um tratamento virtual multi-trilha. Os equipamentos Studer J37 de quatro trilhas da EMI eram propriamente adequados para mixagem de redução, já que as gravações de alta qualidade produzidas por eles minimizavam o acrescido ruído associado com o processo utilizado. Preferindo gravar suas passagens de baixo elétrico por último, McCartney preferia tocar outros instrumentos nas sessões para as faixas de apoio. Esse costume custou-lhe tempo extra necessário para escrever e gravar linhas melódicas de baixo que complementassem o arranjo final das músicas. Na gravação de orquestra para "A Day in the Life", Martin sincronizou um gravador de quatro trilhas tocando a faixa de apoio dos Beatles com outro gravando a orquestra. O engenheiro Ken Townsend idealizou um método para realizar esse procedimento por meio do uso de um controle de sinal de 50Hz entre dois equipamentos.

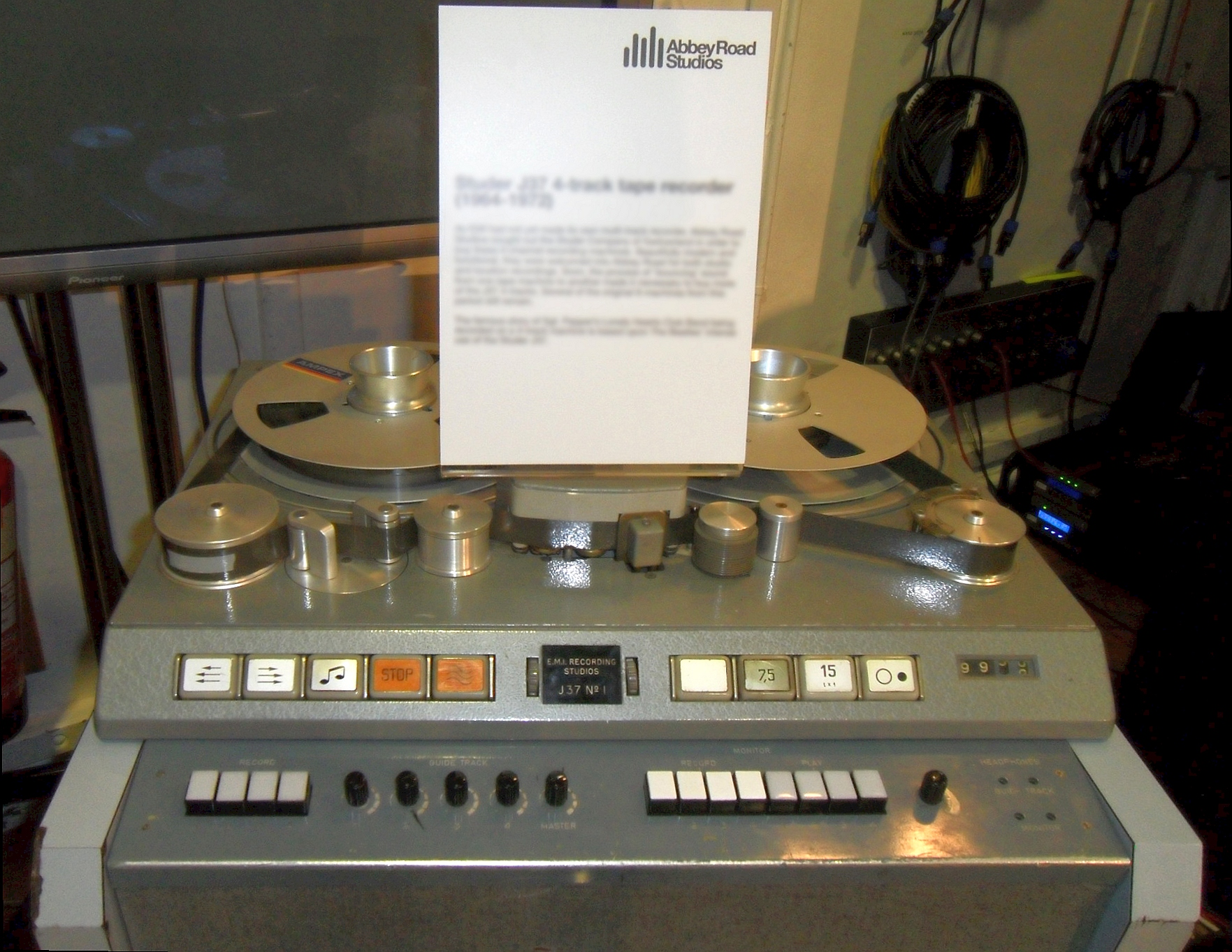
Studer J37 de quatro trilhas utilizado na gravação de Sgt. Pepper.

Um dos principais procedimentos técnicos aplicados em Sgt. Pepper por Martin e Emerick para moldar o som da gravação foi o processamento de sinal, que incluiu a aplicação de compressão dinâmica, reverberação e limitação de sinal. Foram usadas unidades modulares de efeito relativamente novas, como ao produzir sons de vozes e instrumentos por meio de um auto-falante Leslie. Várias técnicas inovadoras de produção foram utilizadas proeminentemente nas gravações, incluindo conexão direta, ambiophonics e controle de pitch, este último associado ao varispeeding(em inglês). Outra importante aplicação foi o Automatic Double Tracking (ADT), um sistema que usa gravadores de fita para criar duplicações sonoras simultâneas. Embora na época já existisse largo reconhecimento de que o uso de fitas multi-trilhas para gravação de vocais principais duplos produzia som aprimorado, antes do ADT era necessário gravar tais faixas vocais duas vezes, uma tarefa considerada entediante e de grande exigência. O ADT foi inventado por Townsend durante as sessões de Revolver, em 1966, especialmente para os Beatles. O processo tão logo se transformou em uma prática de gravação comum na música popular. Martin divertidamente relatava: "Isso dobra sua voz, John." Lennon percebeu que Martin estava brincando, mas, desse momento em diante, ele passou a se referir ao efeito como "flanging", um rótulo que foi universalmente adotado pela indústria da música. Martin cita "Lucy in the Sky with Diamonds" como tendo o maior número de variações de velocidade de fita em Sgt. Pepper. Durante a gravação dos vocais de John, a redução de velocidade ia de 50 ciclos para 45, o que produzia uma faixa de som mais alto e fino quando retornada à velocidade normal.
| “                     | Ouvindo cada fase de gravação deles, uma vez que terminaram as primeiras faixas, é difícil ver o que eles ainda estão almejando. (…) Frequentemente, a versão final, complexa, cheia de camadas, parece ter afogado a melodia simples inicial. Mas eles sabem que não é certo, mesmo que não possam colocar isso em palavras. A dedicação deles é gigantesca, minando, por períodos de dez horas, cada canção. | ” |
| — Hunter Davies, 1968 | |   |

No intento de obter a sonoridade correta, os Beatles realizaram numerosas regravações de "Getting Better". Quando a decisão de realizar tal procedimento com a faixa de base foi então tomada, Ringo Starr foi convocado ao estúdio, mas foi dispensado logo em seguida, quando o foco mudou do ritmo para o acompanhamento vocal. O baterista, após completar as gravações básicas de seu instrumento, viu sua contribuição ser limitada a trechos adicionais menores de percussão e lamentou: "A maior memória que eu tenho de Sgt. Pepper... é que eu aprendi a jogar xadrez."
Para a canção título,"Sgt. Pepper's Lonely Hearts Club Band", a gravação do conjunto de bateria de Starr foi aprimorada pelo uso de damping e da prática de posicionar os microfones estrategicamente próximos ao instrumento. O musicólogo Ian MacDonald credita a nova prática de gravação como criadora de um som "tridimensional", que, junta a outras inovações dos Beatles, engenheiros de som dos Estados Unidos viriam a adotar como procedimento padrão. Paul tocou um piano de cauda em "A Day in the Life" e um órgão Lowrey em "Lucy in the Sky with Diamonds", enquanto Martin tocou um pianet Hohner em "Getting Better", um cravo em "Fixing a Hole" e um harmônio em "Being for the Benefit of Mr. Kite!". George utilizou um tanbūr em várias faixas, incluindo "Lucy in the Sky with Diamonds" e "Getting Better".
A prensagem britânica de Sgt. Pepper foi a primeira ocasião na qual um álbum pop foi masterizado sem os intervalos que normalmente são colocados entre as faixas como ponto de demarcação. Foi feito uso de dois crossfades que combinaram as faixas, dando a impressão de contínua performance ao vivo. Embora tivessem sido produzidas versões do disco tanto no formato estereofônico quanto monofônico, os Beatles estiveram envolvidos de forma mínima na tarefa, que eles consideravam a menos importante das sessões de mixagem, deixando-a a cargo de Martin e Emerick. Emerick relembra: "Nós passamos três semanas na mixagem mono e talvez três dias na estéreo." Ele estima que foram gastas setecentas horas no LP, tempo trinta vezes maior que o gasto no primeiro disco da banda, Please Please Me, que custou £400 para ser produzido à época. O custo final de Sgt. Pepper foi então de aproximadamente £25,000. Os trabalhos foram finalizados em 21 de abril de 1967, com a gravação de ruídos aleatórios, como um som em uma frequência audível apenas por cães que foi incluído ao fim do disco.

## Música e letra

### Visão geral
Sgt. Pepper é um trabalho multigênero de rock e pop. Incorpora diversidade estilística de influências advindas do rock and roll, vaudeville, big band, jazz piano, blues, música de câmara, música circense, music hall, avant-garde, música clássica ocidental e música clássica indiana. De acordo com o autor Naphtali Wagner, sua música reconcilia os "ideais estéticos diametralmente opostos" da música clássica e da psicodelia, angariando uma  "síntese 'psicoclássica'" das duas formas musicais.

(Martin) me perguntou, "Você sabe o que causou Pepper?" Eu disse, "Uma palavra por vez: George. Drogas. Maconha." E George disse, "Não, não. Você não estava drogado o tempo todo." "Sim, estávamos." Sgt. Pepper foi o álbum das drogas.

– Paul McCartney
A preocupação acerca de referências ao uso recreativo de drogas em algumas das letras levou a BBC a banir várias canções das rádios britânicas, como "A Day in the Life", em decorrência do verso "I'd love to turn you on" ("Eu adoraria excitá-lo/ligá-lo"), com a alegação de que trechos como esse poderiam "encorajar atitude permissiva em favor do uso de drogas." Embora Lennon e McCartney negassem qualquer interpretação relacionada a drogas à época, Paul posteriormente sugeriu que o verso foi escrito deliberadamente de forma ambígua para referir-se tanto ao uso ilícito de drogas quanto a atividades sexuais. A música "Lucy in the Sky with Diamonds" também foi assunto de especulação, muitos acreditando que o título era uma metáfora sobre a droga alucinógena LSD. A BBC decidiu banir a faixa a partir desse argumento. O grupo de mídia baniu, ainda, "Being for the Benefit of Mr. Kite!", pela menção, em sua letra, de "Henry the Horse", uma expressão que contém duas gírias comuns para heroína. Fãs especularam que "Henry the Horse" significaria um traficante e que o título da faixa "Fixing a Hole" fosse uma referência ao uso de heroína. Também foram apontados versos como "I get high" ("Eu fico chapado") em "With a Little Help from My Friends", "take some tea" ("tomar um chá"), gíria para o uso da cannabis, em "Lovely Rita" e "digging the weeds" ("arrancando as ervas daninhas") em "When I'm Sixty-Four", por exemplo.
A autora Sheila Whiteley relaciona a filosofia subjacente de Sgt. Pepper não somente à cultura das drogas, mas também à metafísica e ao movimento flower power. O musicólogo Oliver Julien enxerga o disco como uma materialização das "mudanças sociais, musicais e, de forma mais geral, culturais, dos anos 1960". O psicólogo e personalidade da contracultura Timothy Leary sustenta que o LP "deu voz ao sentimento de que o passado foi superado, o álbum veio na hora certa" e salientou a necessidade de uma mudança cultural com base em uma agenda pacífica. Seu valor primário, de acordo com o intelectual Alan F. Moore, é a habilidade de "capturar, mais vividamente que quase tudo na contemporaneidade, seu próprio tempo e lugar". Whiteley concorda, creditando o trabalho como "provedor de uma captura instantânea da Inglaterra durante a ocorrência do Verão do Amor". Vários acadêmicos aplicaram estratégias hermenêuticas em suas análises das letras de Sgt. Pepper, identificando "perda e inocência" e os "perigos da excessiva complacência em relação a fantasias e ilusões" como os temas mais proeminentes do disco.

### Lado um

#### "Sgt. Pepper's Lonely Hearts Club Band"
Sgt. Pepper é iniciado com a faixa-título, que começa com dez segundos de sons combinados de uma orquestra a ensaiar e de uma plateia à espera do concerto, introduzindo a ilusão do álbum como uma performance ao vivo. O musicólogo Kenneth Womack descreve a letra da faixa "Sgt. Pepper's Lonely Hearts Club Band" como "um momento revolucionário na vida criativa dos Beatles", que preenche a lacuna, às vezes descrita como quarta parede, entre a audiência e o artista. Ele argumenta que, paradoxalmente, a letra "exemplifica a retórica descompromissada dos gracejos em shows de rock", enquanto "zomba da própria noção da capacidade de álbuns pop de engendrar autêntica ligação entre artista e público". Ele credita o uso, na gravação, de grupos de instrumentos de sopro e da distorção em guitarras elétricas como exemplo primitivo de rock fusion. Ian MacDonald concorda, descrevendo a faixa como uma abertura em vez de propriamente uma das canções, além de uma "astuta combinação entre uma variedade de tipos orquestrais da era eduardiana" e com hard rock contemporâneo.
O musicólogo Michael Hannan descreve a mixagem estereofônica não ortodoxa da faixa como "típica do álbum", com o vocal principal no microfone direito durante os versos, mas no esquerdo durante o refrão. "Sgt. Pepper's Lonely Hearts Club Band" foi a primeira faixa dos Beatles a ser beneficiada pela técnica de produção conhecida como "injeção direta", que, de acordo com Womack, "proporcionou ao baixo de McCartney texturas mais ricas e claridade tonal". O arranjo da canção utiliza progressão harmônica em modo lídio orientada ao rock and roll durante a introdução e nos versos construídos em acordes de sétima paralelos, os quais Everett descreve como "a força da música". A ponte de cinco compassos é preenchida por um quarteto de trompas eduardiano cujo arranjo Martin concebeu a partir da melodia vocal de Paul. A faixa muda para a escala pentatônica no refrão, onde sua progressão de blues rock é aumentada pelo uso de power chords de guitarras elétricas, tocadas em quintas paralelas.

#### "With a Little Help from My Friends"
Paul atua como mestre de cerimônias no trecho próximo ao final da faixa, introduzindo Ringo como um alter ego chamado Billy Shears. A canção então segue ininterruptamente para "With a Little Help from My Friends" em meio a um momento de regozijo da plateia. Womack descreve o vocal principal barítono de Starr como "encantadoramente sinceros", atribuindo a eles a transmissão de um elemento de "seriedade em nítido contraste com o irônica distância da faixa-título." John e Paul, nos vocais de apoio, fazem perguntas a Starr sobre o significado da amizade e do amor verdadeiro. Na opinião de MacDonald, a letra é "ao mesmo tempo comum e pessoal, comoventemente entregue por Starr (e) significativa de um gesto de inclusão; todos poderiam participar." Womack concorda, identificando "necessidade de comunhão", como o "dogma ético central" da canção, um tema que ele atribui ao LP como um todo.
Walter Everett observa o uso de uma cadência plagal dupla que teria se tornado comum na música pop após o lançamento de Sgt. Pepper. Ele caracteriza o arranjo como inteligente, particularmente a sua inversão da relação de perguntas e respostas na estrofe final, em que os vocais de apoio fazem perguntas importantes e Ringo fornece respostas inequívocas. A canção termina com uma alta nota vocal que McCartney, Harrison e Lennon incentivaram Starr a atingir, apesar de sua falta de confiança como cantor.

#### "Lucy in the Sky with Diamonds"
Apesar da suspeita generalizada de que "Lucy in the Sky with Diamonds" continha uma referência oculta ao LSD, John insistiu que foi derivada de um desenho pastel do seu filho de quatro anos, Julian. Um capítulo de Through the Looking-Glass, novela de 1871 de Lewis Carroll, teria inspirado a atmosfera da música. Paul confirmou a existência do desenho e a influência de Carroll na faixa, notando que, embora a aparente referência às drogas no título não tivesse sido intencional, a letra foi propositalmente escrita para uma música psicodélica. A primeira estrofe começa com o que Womack caracteriza como "um convite na forma de um imperativo", em "Picture yourself in a boat on a river" ("Imagine-se em um barco em um rio"), e continua com descrições imaginárias de cenários, incluindo "tangerine trees" ("árvores de tangerina"), "rocking horse people" ("pessoas em cavalinho de pau") e "newspaper taxis" ("táxis de jornal"), por exemplo. Martin considera a melodia da introdução como "crucial para o vigor da música". Na sua opinião, a estrofe pode soar monótona se não pela justaposição "dessa quase única nota vocal contra as inspiradas notas introdutórias", as quais ele descreve como "irresistivelmente mesméticas". 
Na visão de Womack, com a união entre a letra de Lennon e a introdução do órgão Lowrey de McCartney, "os Beatles alcançaram a mais vívida instância do timbre musical". O musicólogo Tim Riley identifica a música como o momento "no álbum, (onde) o mundo material é completamente nublado na mítica do texto e da atmosfera musical." De acordo com MacDonald, "o caráter explícito da letra recria a experiência psicodélica". Lennon explicou: "Era a Alice no barco. Ela está comprando um ovo e ele se transforma no Humpty Dumpty. A mulher que serve na loja se transforma em ovelha e no minuto seguinte eles estão... em um barco a remo e eu estava visualizando isso. Havia também a imagem de uma mulher que viria um dia me salvar, uma 'menina com olhos caleidoscópicos', que viria do céu. Ela acabou por ser Yoko, então talvez deveria se chamar 'Yoko in the Sky with Diamonds'."

#### "Getting Better"
MacDonald acredita que "Getting Better" contém "a performance mais efervescente" em Sgt. Pepper. Womack credita a "condução sonora de rock" da faixa como o fator distintivo em relação ao material abertamente psicodélico do disco, e sua letra inspiraria o ouvinte "a usurpar o passado vivendo bem e fazendo florescer o presente". Ele cita a canção como um exemplo da força da escrita colaborativa de Lennon e McCartney, particularmente a adição, por parte de John, do verso: "It can't get no worse" ("Não pode piorar mais"), que serve como uma tréplica sarcástica ao refrão de Paul: "It's getting better all the time" ("Está melhorando toda hora"). McCartney descreve a letra de Lennon como "sarcástica" e "contra o espírito da canção", o que ele conclui ser o "típico John".
MacDonald caracteriza o início da faixa como "alegremente inortodoxo", com duas guitarras em staccato a tocar o dominante contra o subdominante de uma corda Fá maior com nona, com a tônica Dó a resolver quando a estrofe se inicia. O dominante, que atua como um pedal, é reforçado pelo uso de oitavas tocadas no baixo e arrancadas nas cordas do piano.

#### "Fixing a Hole"
Kenneth Womack interpreta a letra de "Fixing a Hole" como "a busca do falante por identidade entre o público", em particular, "buscas por consciência e conexão" que diferenciam da sociedade como um todo. Ian MacDonald caracteriza-a como uma "faixa distraída e introvertida", durante a qual Paul esquece sua "usualmente suave projeção" em favor de "algo mais preocupado". Womack acrescenta que a guitarra elétrica de George acompanha bem a faixa, capturando seu tom e transmitindo desapego. McCartney buscou inspiração para a canção em parte do seu trabalho de restauração de uma fazenda escocesa. Womack nota uma adaptação da letra de "We're Gonna Move", de Elvis Presley, no trecho "a hole in the roof where the rain leaks in" ("um buraco no telhado por onde entra a chuva"). A música denota o desejo de Paul de deixar sua mente vaguear livremente e expressar sua criatividade sem o fardo de inseguranças autoconscientes.

#### "She's Leaving Home"
Na perspectiva de Everett, a letra de "She's Leaving Home" fala sobre o problema da alienação "entre pessoas discordantes", particularmente entre grupos afetados por separações entre gerações. A "narração descritiva" de McCartney, que detalha os apuros de uma "garota solitária" que escapa do controle de seus "egoístas porém bem intencionados pais", foi inspirada por uma reportagem do Daily Mail sobre as fugas de adolescentes de suas casas. É a primeira faixa de Sgt. Pepper que evita o uso de guitarras e baterias, caracterizada por um noneto de cordas e harpa, estimulando comparações com "Yesterday" e "Eleanor Rigby", as quais usam um quarteto e um octeto de cordas, respectivamente.

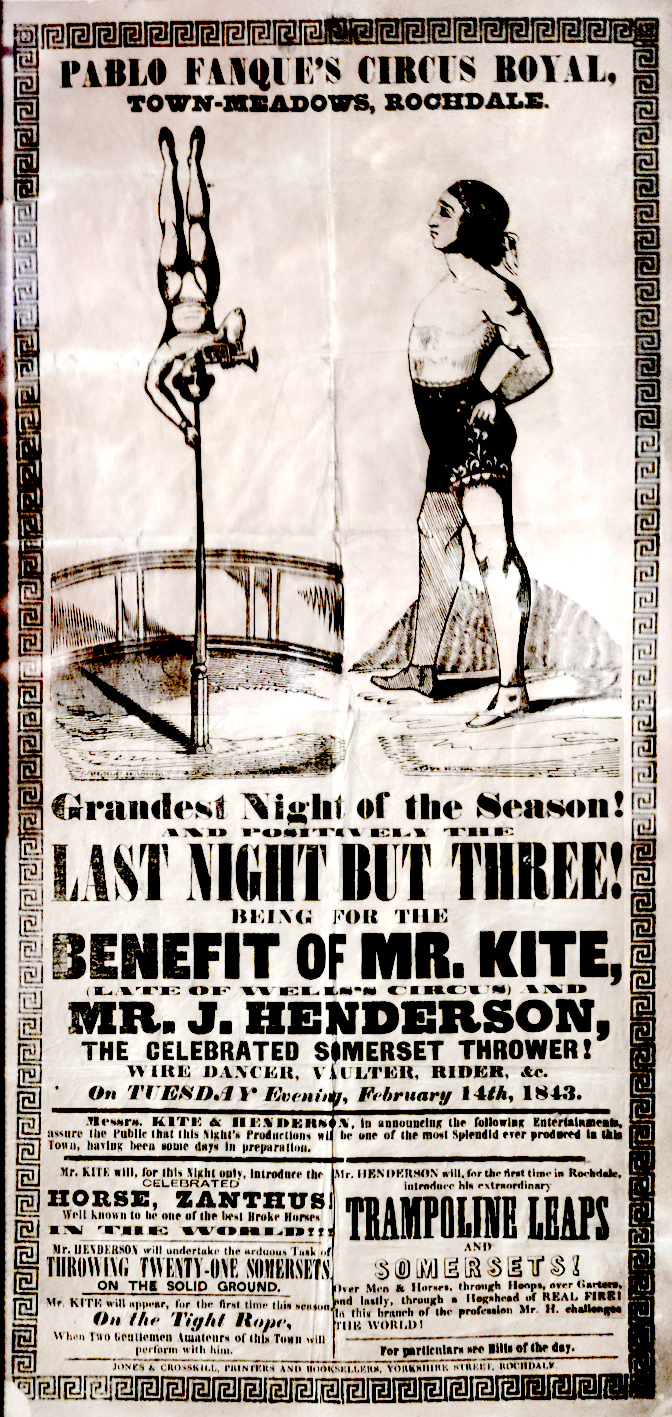
Cartaz de 1843 do Circus Royal que serviu de inspiração para "Being for the Benefit of Mr. Kite!".

Enquanto a resenha de Richard Goldstein em 1967 para o New York Times caracteriza a canção como pouco inspirada, MacDonald identifica a faixa como uma das duas melhores do disco. Moore nota o julgamento do resenhista como feito a partir de "critérios de oposição", considerando que Goldstein opinou durante o surgimento dos movimentos de contracultura da década de 1960, enquanto MacDonald, a escrever em 1995, é "intensamente consciente dos revezes (do movimento)".

#### "Being for the Benefit of Mr. Kite!"
Lennon adaptou a letra para "Being for the Benefit of Mr. Kite!", a partir de um cartaz circense de 1843 comprado em Kent, no dia da filmagem do videoclipe para "Strawberry Fields Forever". Womack elogia a mistura bem sucedida das características visuais do impresso com a música: "O poder interpretativo da aplicação de mistura de mídias tem sua importância advinda da produção musical com a qual o grupo imbui o texto original do pôster." MacDonald nota no pedido de John por uma "produção de campo na qual se pudesse sentir o cheiro da serragem", uma atmosfera que Martin e Emerick tentaram criar com uma colagem sonora que compreendeu gravações aleatoriamente montadas de harmônios, harmônicas e calíopes. MacDonald descreve a canção como "expressão espontânea do hedonismo brincalhão do autor". Everett pensa que o uso de imaginários eduardianos na faixa a liga tematicamente ao número de abertura do álbum.

### Lado dois

#### "Within You Without You"
Após Martin decidir que "Only a Northern Song" não era boa o suficiente para ser incluída em Sgt. Pepper, George Harrison escreveu "Within You Without You", inspirada na música clássica hindu. MacDonald descreve a faixa como uma "ambiciosa composição de fusão intercultural e filosofia meditativa", embora muitos a tivessem rejeitado e classificado como entediante, outros críticos caracterizando-a como fraca em termos de "atratividade harmônica", com letra "santimonial... didática e datada". Moore defende a dependência da gravação na melodia em detrimento da harmonia como um atributo musical inteiramente apropriado para o gênero. Ele caracteriza a resposta crítica como "extremamente variada", notando que Goldstein identifica a faixa como um dos pontos altos do disco enquanto outros a veem como uma epítome adequada do material do lado um. MacDonald considera a canção como um "distante afastamento" do estilo sonoro dos Beatles e uma "notável conquista" que representa a "consciência" do LP. Womack concorda, definindo-a como "sem dúvida, a alma ética do álbum".
Maximizando a "potência da expressividade" do disco, a música apresenta um tempo rubato que não apresenta precedentes na discografia dos Beatles. A altura da música é derivada da escala oriental da Khamaj, a qual é semelhante ao modo mixolídio no mundo ocidental. A música termina com um arroubo de risos que alguns ouvintes interpretavam como escárnio à canção, mas Harrison explicou: "Bem, depois de toda essa coisa indiana você deseja algum alívio. É uma libertação depois de cinco minutos de música triste. Você deveria ouvir o público, de qualquer maneira, como eles ouvem a apresentação do Sergeant Pepper. Esse é o conceito do álbum." Martin utilizou o momento de leveza como transição para a canção que ele descreveu como a "faixa humorística" de Sgt. Pepper.
| “                       | Não estamos a tentar superar o público. A ideia é tentar levar as pessoas a diferentes gostos. | ” |
| — George Harrison, 1967 |                                                                                                |   |

#### "When I'm Sixty-Four"
Ian MacDonald cita "When I'm Sixty-Four" como um exemplo da versatilidade dos Beatles. Ele classifica a música como "destinada principalmente aos pais", tomando emprestado muito do estilo de música inglesa de salão de George Formby, enquanto evoca imaginários de "cartões postais de beira-mar" do ilustrador Donald McGill. Seu esparso arranjo inclui carrilhão de orquestra, clarinete e piano. MacDonald nota que a faixa tem "fria recepção" da maioria do público mais jovem e Everett atribui isso à propensão de McCartney pelo "vaudeville aprazível à audiência... que Lennon detestava".
Paul compôs a música no final da década de 1950 como um ato instrumental, com uma de suas versões apresentada ocasionalmente durante shows em Hamburgo. Ele revisitou a composição em 1966, por volta da época em que seu pai completou 64 anos. Moore caracteriza a canção como uma síntese de ragtime e pop, notando que sua posição, logo após "Within You Without You", uma mistura de música clássica indiana e pop, é representativa da diversidade presente no trabalho.
O baixista requisitou clarinetes e pediu que eles fossem arranjados "de forma clássica", o que, de acordo com Martin, "deixou um sentimentalismo à espreita". MacDonald nota que a inclusão da faixa em meio às "texturas psicodélicas repletas de camadas" características das outras faixas "proporciona um singelo interlúdio" ao LP. Moore define os arranjos de clarinete de Martin e o uso de vassourinhas por Ringo como estabelecedores de uma atmosfera music hall, que é reforçada pela entrega vocal de McCartney e pelo uso de cromatismo, um padrão harmônico que remonta ao "The Ragtime Dance" de Scott Joplin e ao Danúbio Azul de Johann Strauss. A técnica de varispeed foi utilizada na faixa, elevando a altura da música por um semitom na intenção de fazer Paul soar mais jovem. Everett nota que o protagonista da letra é, às vezes, associado à Lonely Hearts Club Band, mas, em sua opinião, a canção é tematicamente desconexa às outras do disco.

#### "Lovely Rita"
Kenneth Womack caracteriza "Lovely Rita" como um trabalho de "acelerada psicodelia" que contrasta nitidamente com a faixa precedente. Ele identifica a música como um exemplo do talento de Paul para "criar retratos musicais imagísticos", mas a coloca entre as mais fracas de todo o disco, pressagiando o que ele descreve como as "composições menos eficazes" que os Beatles viriam a gravar pós-Pepper. Na sua perspectiva, "a canção realiza pouco na jornada do álbum em direção a uma consciência humana mais expansiva". Apesar das suas observações, ele considera a faixa "irresistivelmente charmosa". Moore concorda, definindo a composição como "de se desconsiderar", embora louve o que caracteriza como seu "forte senso de direção harmônica". MacDonald descreve a canção como "sátira à autoridade" que é "imbuída com um exuberante interesse na vida, que eleva espíritos, dispersando auto absorção".

#### "Good Morning Good Morning"
"Good Morning Good Morning" foi inspirada por um comercial de televisão sobre flocos de milho, cujo jingle John adaptou como o refrão da canção. A faixa utiliza o modo mixolídio em Lá, e, na visão de Everett, "expressa perfeitamente a queixa de Lennon contra a complacência". John, no entanto, considerava a música "um lixo", e Paul via essa postura como uma reação do parceiro às frustrações de sua vida doméstica. Womack louva a variedade de tempos da faixa, incluindo 5/4, 3/4 e 4/4, chamando-a de "obra-prima da energia elétrica". MacDonald nota a "performance de alta qualidade" de Ringo e o "cintilante solo de guitarra pseudo-indiano" de Paul, o qual ele acredita criar o clímax da faixa.
A pedido de Lennon, uma série de sons de animais foram inseridos e sequenciados durante o fade-out da canção, como se cada sucessivo animal fosse um maior a devorar o precedente. Martin emendou o som de uma galinha a cacarejar ao final da faixa para sobrepor com uma guitarra sendo sintonizada na próxima, criando uma transição suave entre as duas músicas.

#### "Sgt. Pepper's Lonely Hearts Club Band (Reprise)"
A reprise de "Sgt. Pepper's Lonely Hearts Club Band" serve como um suporte delimitador e uma transição ao ato final. A música, um característico hard rock, foi escrita após sugestão do assistente do grupo, Neil Aspinall, já que a música original, que inicia o disco, demandava uma "reaparição" da banda ficcional no momento próximo ao fim do disco. A reprise omite a seção de metais da faixa-título e apresenta um andamento mais rápido. MacDonald observa nessa faixa a emoção aparente dos Beatles, tangivelmente traduzida a partir das sessões de gravação.
Quando o último acorde de "Sgt. Pepper... (Reprise)" é tocado, um dedilhar não usual de colcheia de guitarra acústica é iniciado, introduzindo o que Alan F. Moore descreve como "uma das músicas mais pungentes já escritas".

#### "A Day in the Life"
"A Day in the Life" consiste em quatro estrofes de John, uma ponte, dois crescendos orquestrais aleatórios e uma parte média escrita e cantada por McCartney. O primeiro crescendo desempenha papel de transição entre a terceira estrofe e a parte média, conduzindo à ponte conhecida como "sequência onírica", caracterizada pelas vocalizações de John. Na opinião de Martin, o "lamento", tratado com eco de fita e lento panning da direita para a esquerda e repetido uma vez antes do término repentino na escuta esquerda, contribuiu para que a crítica considerasse tal música como um "sonho de marijuana". O acompanhamento de metais indica altamente o fim da sequência e o começo da quarta e final estrofe, após a qual a canção entra num último crescendo antes do desfecho com um acorde de piano a desvanecer por quase um minuto.
A ideia de usar uma orquestra foi de Paul. Ele buscou inspiração a partir dos compositores de vanguarda John Cage e Karlheinz Stockhausen. Os crescendos são executados por quarenta músicos selecionados dos quadros da Orquestra Filarmônica Real e da Orquestra Filarmônica de Londres, incumbidos da tarefa de preencher o espaço da música com o que Womack descreve como "a sonoridade de puro apocalipse". Martin também destaca o pedido de Lennon por "um tremendo composto, a partir do nada até algo absolutamente próximo ao fim do mundo".
John lembrava que a inspiração para a letra veio de um jornal: "Eu estava escrevendo a canção com o Daily Mail deitado na minha frente quando eu estava no piano, havia um parágrafo sobre quatro mil buracos de asfalto em Blackburn, Lancashire". Ele não havia gostado do som da sua própria voz e sempre pedia por generosas quantidades de eco de fita nos seus vocais no intento de "enterrá-lo" em meio a efeitos e mixagens. Para "A Day in the Life", ele queria que sua voz soasse como Elvis Presley em "Heartbreak Hotel". Martin e Emerick, então, adicionaram noventa milissegundos de eco. Womack define a performance de Ringo como "uma das mais inventivas passagens de bateria do álbum", algo que McCartney o encorajou a executar a despeito de protestos do baterista contra os "rufos espalhafatosos".
O violento acorde de piano que conclui a faixa, e consequentemente o disco, foi executado por John, Ringo, Paul e Mal Evans simultaneamente tocando um acorde de Mi maior em três pianos distintos; Martin então ampliou a sonoridade com um harmônio. O autor Tim Riley caracteriza a música como um "desfecho à fantasia de Pepper, que coloca todas as outras músicas do álbum em perspectiva", enquanto quebra a ilusão de uma "Pepperlândia" ao introduzir um "universo paralelo da vida cotidiana". Ian MacDonald descreve a faixa como "uma canção não de desilusão com a vida, mas de desencanto com os limites da percepção mundana". De acordo com ele, tal faixa "permanece entre as mais penetrantes e inovadoras reflexões artísticas de sua era", representando "a mais alta realização única" dos Beatles.
Enquanto "A Day in the Life" termina, um tom de alta frequência de 15kHz é ouvido; Ele foi adicionado, por sugestão de John, no intento de que sua potência fosse capaz de perturbar cães. Seguem-se, então, sons de risadas de trás para frente e falas sem nexo adicionadas ao groove de desfecho, que volta e é tocado em loop interminavelmente em qualquer tocador não equipado com retorno automático de agulha. Lennon pode ser ouvido falando: "Been so high" ("Estive tão chapado"), seguido pela resposta de McCartney: "Never could be any other way" ("Nunca poderia ser de outra forma").

## Conceito
De acordo com Kenneth Womack, com a primeira canção do disco, "os Beatles fabricaram um espaço textual artificial no qual puderam encenar sua arte." A reprise de tal faixa, que aparece no segundo lado, logo antes da climática "A Day in the Life", criaria uma "estrutura narrativa". Na opinião de Ringo, apenas as duas primeiras canções e a reprise são conceitualmente conectadas. Lennon concorda e, em 1980, comentou: "Sgt. Pepper é chamado de primeiro álbum conceitual, mas ele não vai a lugar algum... funcionou porque nós 'dissemos' que funcionou." John era especialmente inflexível a respeito da sua afirmação de que suas contribuições para o LP não tinham relação com o conceito "Sgt. Pepper". Em outra ocasião, ele sugeriu que a maioria das outras canções eram igualmente desconectadas, afirmando: "Com exceção de Sgt. Pepper a introduzir Billy Shears e a posterior reprise, todas as outras músicas poderiam estar em qualquer outro trabalho." Logo após a conclusão do trabalho, Martin preocupou-se que a falta de unidade musical pudesse incitar críticas e acusações de presunção.
MacFarlane nota que, apesar dessas preocupações, Sgt. Pepper "é amplamente aclamado como o primeiro grande álbum conceitual na história da música popular". Na sua visão, os Beatles "escolheram empregar um abrangente conceito num esforço aparente de unir faixas caracteristicamente individuais." Everett sustenta que a "unidade musical resulta das relações nucleares entre áreas tonais, particularmente envolvendo Dó, Mi e Sol." Moore argumenta que o "uso de padrões harmônicos comuns" contribui para a coesão geral, que ele descreve como unidade narrativa, mas não necessariamente unidade conceitual. MacFarlane concorda, sugerindo que, com exceção da reprise de "Sgt. Pepper", o disco é carente da continuidade melódica e harmônica que é consistente na forma cíclica.
Em maio de 1967, em uma resenha publicada no Times pelo crítico musical William Mann, foi feita uma observação similar, indicando a conexão temática entre a faixa título, sua reprise e "Being for the Benefit of Mr. Kite!", enquanto sugeria que, com exceção dessas faixas, a "unidade (do disco) é ligeiramente especiosa". Em 1972, o musicólogo Richard Middleton argumentou que o trabalho estaria "sub codificado", e que seus ouvintes podiam compreender apenas a ideia geral do material que, em suma, não seria dotado de grandes significados. A autora Martina Elicker, no entanto, afirma que o lançamento de Sgt. Pepper familiarizou de forma semelhante a crítica e os fãs com a noção de um "conceito e estrutura unificadas subjacentes a um LP de música pop", então originando o termo "álbum conceitual".

## Arte da capa
A capa do trabalho foi concebida pelos artistas de pop art Peter Blake e Jann Haworth, a partir de um desenho em tinta de Paul. A direção de arte ficou a cargo de Robert Fraser e a fotografia, de Michael Cooper. A frente do LP inclui uma colagem colorida, marcada pela presença do quarteto em fantasias, a representar o grupo fictício Sgt. Pepper's Lonely Hearts Club Band, à frente de um grupo de recortes de papelão de pessoas famosas em tamanho real. Segundo o biógrafo Jonathan Gould, os bigodes espessos usados pelos Beatles refletiam a crescente influência das tendências de estilo hippie, enquanto que as vestimentas "falsificavam a moda britânica para fardamentos militares". O grupo posa ao centro em frente a uma pele de bateria, na qual o artista Joe Ephgrave pintou o título do disco. À frente da pele, está um arranjo de flores em que se lê "Beatles". O quarteto veste-se de uniformes de cetim e coloridos em day-glo. A indumentária foi confeccionada pela empresa de figurinos para teatro M. Berman Ltd., de Londres. As letras das canções do álbum foram impressas por completo na contracapa, a primeira vez em que isso foi feito em um LP de rock.

Fotografia que compõe a innersleeve de Sgt. Pepper. Paul pode ser visto usando uma insígnia na sua manga esquerda, que apresenta as iniciais O.P.P. Adeptos da lenda da morte de Paul McCartney alegam que a sigla é, na verdade, O.P.D., o que eles interpretam como "Officially Pronounced Dead" ("Oficialmente Declarado Morto", em português). De acordo com George Martin, o distintivo foi um presente de um fã e as iniciais representariam "Ontario Provincial Police".

Em 30 de março de 1967, foi realizada uma sessão de fotos com Cooper, que também produziu as imagens da contracapa e do encarte, as quais o musicólogo Ian Inglis acredita transmitir "um óbvio e imediato 'calor', que as distanciam da esterilidade e artificialidade típica de tais imagens (produzidas em estúdios de fotografia)." McCartney explicou: "Uma das coisas que mais nos interessava naqueles tempos eram mensagens visuais... Então, (na sessão) para a foto interna de Michael Cooper, nos dissemos: 'Agora, olhe para essa câmera e diga um real 'eu te amo!" De fato, tente sentir amor; dê amor nisso! Vai dar certo; Vai transparecer; É uma atitude.' E foi o que aconteceu, se você olhar para ela (a foto), você vai ver nos (nossos) olhos o grande esforço."
A innersleeve do álbum apresenta arte do coletivo neerlandês de design gráfico The Fool, que evitou pela primeira vez o uso de papel branco comum em favor de um tipo de material com padrão abstrato de ondas de castanho, vermelho, rosa e branco. Inclusos ao trabalho como presentes bônus, estavam uma folha de recortes de papelão criada por Blake e Haworth, um retrato em tamanho de postal de Sgt. Pepper baseado em uma estátua da casa de Lennon que foi usada na capa principal, um bigode falso, dois conjuntos de insígnias de sargento, dois emblemas de lapela e um modelo para recortar dos Beatles em seus uniformes de cetim. Moore acredita que a inclusão desses itens ajudou os fãs a imergir no universo do disco e da banda fictícia.
A famosa colagem da capa incluiu 57 fotografias e nove trabalhos em cera que retratam uma diversidade de personalidades famosas, entre atores, esportistas, cientistas, pensadores, por exemplo, e até mesmo – a pedido de Harrison – os gurus Mahavatar Babaji, Lahiri Mahasaya, Sri Yukteswar Giri e Paramahansa Yogananda da Self-Realization Fellowship. Inglis vê o quadro "como um guia da topografia da cultura daquela década", denotando uma crescente democratização na sociedade, pela qual as "tradicionais barreiras entre 'alta' e 'baixa' cultura estavam a ser corroídas." Adolf Hitler e Jesus Cristo foram solicitados por John, mas foram, ao final, rejeitados. Quando Paul foi perguntado sobre o porquê do quarteto não ter incluído Elvis Presley, foi dada a resposta: "Elvis era muito importante e muito acima do resto para ser até mesmo mencionado... então nós não colocamos ele na lista, já que ele era mais que um mero... cantor pop, ele era Elvis, o Rei." O custo final da arte da capa foi de aproximadamente £3.000 da época, uma vultosa soma em um tempo onde capas do gênero custavam normalmente cerca de £50. Pelo seu trabalho em Sgt. Pepper, o então casal Blake e Haworth conquistou um prêmio Grammy em 1968 na categoria "Melhor Capa de Álbum(em inglês)".

## Lançamento
Entre a finalização e o lançamento comercial do LP, os Beatles levaram uma versão de disco de acetato do álbum ao apartamento da cantora estadunidense Cass Elliot nas imediações de King's Road, Chelsea, onde, às seis da manhã, eles puseram o material para tocar em volume máximo com caixas de som direcionadas a janelas abertas. O assessor de imprensa do grupo, Derek Taylor, relembra que residentes da vizinhança abriram suas janelas e ouviram sem reclamações o que eles haviam entendido ser um conjunto de músicas inéditas dos Beatles.
Em 1º de junho de 1967, Sgt. Pepper tornou-se o primeiro trabalho do grupo a ser lançado no mundo todo simultaneamente. Foi também o primeiro álbum do grupo no qual as listas de faixas das versões estadunidense e britânica não se diferenciavam. Sendo o oitavo álbum da banda, estreou no Reino Unido em primeiro lugar nas paradas e nessa posição permaneceu por 22 semanas consecutivas, vendendo 250 mil cópias na primeira semana de comercialização. Em 4 de junho, The Jimi Hendrix Experience tocou uma versão da faixa título ao abrir um concerto no teatro Saville, em Camden. Epstein era o proprietário do Saville à época, e George e Paul assistiram à performance. Paul descreveu o momento: "As cortinas foram abertas e (Jimi Hendrix) veio caminhando para a frente do palco, tocando 'Sgt. Pepper'. Uma baita e única homenagem. Eu vejo aquilo como uma das maiores honras em minha carreira."
Sgt. Pepper foi amplamente visto pelos seus ouvintes como uma trilha sonora para o "Verão do Amor". Na opinião de Tim Riley, o trabalho "uniu as pessoas por meio da experiência comum da música popular em uma escala maior que qualquer outra que já existiu". Estações de rádio norte-americanas interrompiam suas programações regulares para tocar o LP de forma virtualmente incessante, sempre do começo ao fim. O lançamento ocupou a primeira posição da parada Top LPs da Billboard nos Estados Unidos por quinze semanas, de 1º de julho a 13 de outubro de 1967. Com 2,5 milhões de cópias vendidas nos primeiros três meses, o sucesso comercial inicial de Sgt. Pepper ultrapassou as conquistas de todos os discos anteriores do quarteto. Nenhuma de suas faixas, entretanto, foi lançada como single naquele tempo.
| “                                                  | O mais próximo que a civilização ocidental chegou de união desde o Congresso de Viena, em 1915, foi a semana em que o disco Sgt. Pepper's Lonely Hearts Club Band foi lançado. Em toda cidade da Europa e da América, as estações de rádio tocavam (o álbum), e todos ouviam. Aquilo foi a coisa mais incrível que eu já tinha ouvido. Por um breve momento, a irreparavelmente fragmentada consciência ocidental foi unificada, ao menos nas mentes dos jovens. | ” |
| — Langdon Winner, editor da revista Rolling Stone. | |   |

## Recepção crítica

### Avaliações contemporâneas
| Críticas profissionais        | Críticas profissionais |
| Avaliações da crítica         | Avaliações da crítica  |
| Fonte                         | Avaliação              |
| ----------------------------- | ---------------------- |
| AllMusic                      | [ 237 ]                |
| The A.V. Club                 | B+                     |
| Robert Christgau              | (A)                    |
| The Daily Telegraph           | [ 240 ]                |
| Encyclopedia of Popular Music | [ 241 ]                |
| MusicHound                    | [ 242 ]                |
| Paste                         | 89/100                 |
| Pitchfork Media               | 10/10                  |
| The Rolling Stone Album Guide | [ 245 ]                |
| Sputnikmusic                  | 5/5                    |

A esmagadora maioria das resenhas contemporâneas ao trabalho são positivas, recebendo ampla aclamação crítica, em sintonia com seu atemporal sucesso comercial e impacto cultural. Kenneth Tynan, da Times, descreveu o lançamento como "um momento decisivo na história da sociedade ocidental". Richard Poirier escreveu: "ouvir Sgt. Pepper o faz pensar não somente na história da música popular, mas na história daquele século." A revista Time declarou o LP "uma evolução histórica no progresso da música – qualquer música". Jack Kroll, do Newsweek, classificou o trabalho como "obra-prima", comparando suas letras às obras literárias de Edith Sitwell, Harold Pinter e T. S. Eliot, particularmente "A Day in the Life", ao traçar paralelo com The Waste Land, de Eliot. The New York Times Book Review caracterizou Sgt. Pepper como um prenúncio da "dourada Renascença da Música" e Wilfrid Mellers, do New Statesman, elogiou a elevação da música pop ao nível das belas artes proporcionada pelo disco.
Um dos mais conhecidos críticos musicais estadunidenses, Richard Goldstein, elaborou uma contundente resenha contemporânea no New York Times na qual ele descreveu Sgt. Pepper como "estragado" e "exala(ando)" "efeitos especiais. Deslumbrante, mas, no fim das contas, fraudulento". De acordo com o jornalista especializado em música Robert Christgau, após a publicação da famigerada resenha, o jornal nova-iorquino foi "inundado por cartas, muitas abusivas, mas todas em discordância", uma reação que ele credita como "a maior resposta a uma crítica de música" na história do periódico. Goldstein publicou uma defesa da sua avaliação, na qual explicou que, embora o álbum não estivesse ao nível do melhores discos anteriores dos Beatles, ele o considerava "melhor que oitenta por cento da música lançada por aí", mas sentiu que, debaixo da produção, quando "as composições são analisadas a partir de sua essência musical e lírica", o LP mostra-se como "uma elaboração sem melhora" no contexto do conjunto de produções da banda. Em sua coluna de 1967 para a revista Esquire, Christgau descreveu Sgt. Pepper como "uma consolidação, mais complexa que Revolver, mas não mais substancial", sugerindo que Goldstein foi "vítima de uma super antecipação", identificando sua "permissão para que todos os filtros e reverberações e efeitos orquestrais e overdubs o deixassem surdo ao que existe abaixo" como seu erro primário.
Na décima edição do Grammy Award, em 1968, Sgt. Pepper conquistou os prêmios das categorias "Melhor Arte da Capa", "Melhor Engenharia de Som Não Clássica(em inglês)" e "Melhor Álbum Contemporâneo". O disco também recebeu o prêmio de "Álbum do Ano", o primeiro LP de rock a receber a essa honraria.

### Avaliações retrospectivas
Os Beatles nunca fingiram que estivessem a criar arte com Sgt. Pepper, ou a procurar por alguma integridade musical. Eles só queriam fazer algo diferente.

– George Martin, em seu livro Summer of Love: The Making of Sgt. Pepper, 1994
Enquanto coletava material para sua antologia de 1979, Stranded: Rock and Roll for a Desert Island, o jornalista e crítico cultural Greil Marcus listou vinte críticos de rock a partir de suas escolhas de melhor álbum de todos os tempos dentro do escopo desse gênero musical. Embora Rubber Soul tivesse sido mencionado no levantamento, Sgt. Pepper não foi. Marcus afirma que, em 1968, o lançamento surgiu "vazio" em relação à conjuntura emocional da efervescência política e social na vida americana, descrevendo-o como um "triunfo de efeitos", porém também "uma lápide day-glo de seu tempo". Ele o classifica como "divertido, porém artificial" e "menos um resumo e mais uma concessão à sua era". Marcus acredita que o LP "estrangula-se em seus próprios conceitos" enquanto é "vindicado como aclamação mundial".
Em 1981, Christgau declarou que, embora poucas críticas tivessem concordado com Goldstein à época de sua resenha negativa, muitas vieram a corroborar com sua linha de raciocínio tempos depois. Na opinião de Lester Bangs – então conhecido como o "padrinho" do jornalismo especializado em punk rock, a escrever em 1981 – "Goldstein estava certo em sua muito vilipendiada resenha... prevendo que este disco tinha o poder de destruir o rock and roll praticamente sozinho." Ele nota: "Nos anos sessenta, rock and roll começou a ser pensado como uma 'forma de arte'. Rock and roll não é uma 'forma de arte'; rock and roll é uma lamúria bruta vinda do fundo das entranhas." O musicólogo John Kimsey cita a preservação da autenticidade como um princípio guia do rock e sugere que muitos puristas denunciavam Sgt. Pepper no tocante a isso, acusando o trabalho de "instituir a queda da graça original (do gênero) à pretensão." Em sua opinião, tais detratores consideram o LP como menos avanço e mais "destruição de tudo aquilo que é bom, verdadeiro e comovente". Para Christgau, "embora Sgt. Pepper seja tido como a mais influente de todas as obras-primas do rock, é somente a mais famosa. Em retrospectiva, ela soa peculiarmente apolínea – precisa, controlada, até mesmo rígida – e é claramente periférica para o (meio) mainstream do rock". Moore considera que, "por seu impacto cultural ter sido tão grande, estava a ser exigido muito (do álbum)."

## Legado
Com 5,1 milhões de cópias certificadas, Sgt. Pepper é o terceiro álbum mais vendido da história das paradas britânicas. Sgt. Pepper é também um dos LPs mais bem sucedidos comercialmente nos Estados Unidos, com 11 milhões de cópias certificadas pela Associação Americana da Indústria de Gravação. Em todo o mundo, o trabalho carrega a marca de 30 milhões de cópias vendidas, sendo assim um dos maiores sucessos comerciais de todos os tempos.

### Desenvolvimento de subgêneros
A complexa tapeçaria auricular de Sgt. Pepper  é o som de quatro homens em rebelião contra as convenções musicais e, assim sendo, escancarando as portas para a experimentação sonora por meio da qual nasceram o hard rock, o punk, o metal, o new wave, o grunge e toda outra forma de música popular que se seguiu.

– Christopher Scapelliti, escrevendo para a Guitar World em junho de 2007
Musicólogos consideram Sgt. Pepper como uma continuação da maturação artística já vista nos dois trabalhos antecedentes dos Beatles, Revolver e Rubber Soul. Moore o credita como auxiliador no desenvolvimento do rock progressivo, por meio de suas letras de autoconsciência, experimentação de estúdio e seu esforço em expandir as barreiras características das tradicionais músicas comerciais de três minutos.
O autor Carys Wyn Jones o define como um dos primeiros álbuns de art rock, e Oliver Julien o considera "uma obra-prima da psicodelia britânica". O escritor Andy Greene, da Rolling Stone, comenta que o trabalho marca o início da "Era do Álbum(em inglês)". Por vários anos após o lançamento de Sgt. Pepper, o rock and roll honesto e purista foi suplantado pelo crescente interesse por forma cíclica. Com o oitavo grande lançamento dos Beatles, pela primeira vez na história da indústria da música as vendas de LPs ultrapassaram as de singles. Julien acredita que Sgt. Pepper contribuiu para a evolução dos LPs do "formato de distribuição" para o "formato de criação". Na visão de Moore, o LP ajudou "a legitimação cultural da música popular" enquanto proveu uma importante representação musical de sua geração. É louvado por jornalistas como influenciador do desenvolvimento da contracultura dos anos 1960. Durante os anos 1970, inspirados por Sgt. Pepper, grupos de glam rock adotaram o uso de personas alter ego e, em 1977, o disco conquistou o prêmio da categoria "Melhor Álbum Britânico" da primeira edição do Brit Awards.

### Inovação musical e gráfica
Igual crédito (por Sgt. Pepper) é atribuído justificadamente a George Martin. Ele deu forma a gloriosas canções, deu melodia e harmonia a letras fantasmagóricas e levou a técnica de gravação a níveis antes desconhecidos.

– Colin Larkin, escrevendo em Guinness Book of Top 1000 Albums, em 1994
Na opinião do autor Thomas MacFarlane, a inovação musical mais importante do álbum é a sua "integração de tecnologia de gravação e processo de composição". Ele credita o Poème Électronique, de Edgard Varèse como a peça musical que fez desse avanço algo factível, "expandindo a definição de gravação de som (do status) de documentação de arquivo para a objetificação do apuro musical". Ele identifica "A Day in the Life" como a faixa de Sgt. Pepper que melhor exemplifica essa abordagem.
Embora os primeiros sintetizadores analógicos estivessem disponíveis – e Robert Moog estivesse trabalhando na segunda geração do primeiro teclado comercialmente disponível na mesma época das sessões de Sgt. Pepper – nenhum foi usado para a gravação do álbum, que foi concebido basicamente por meio de instrumentos acústicos e eletrônicos e gravações de campo de propriedade do EMI Studios. O músico e produtor Alan Parsons acredita que, com Sgt. Pepper, "as pessoas começaram então a pensar que seria possível permanecer por um ano gravando um disco e começaram a considerar álbuns como composição de som e não somente composição musical. Gradualmente, formou-se a ideia de que um LP é uma performance por si só e não somente uma reprodução de uma performance a vivo."

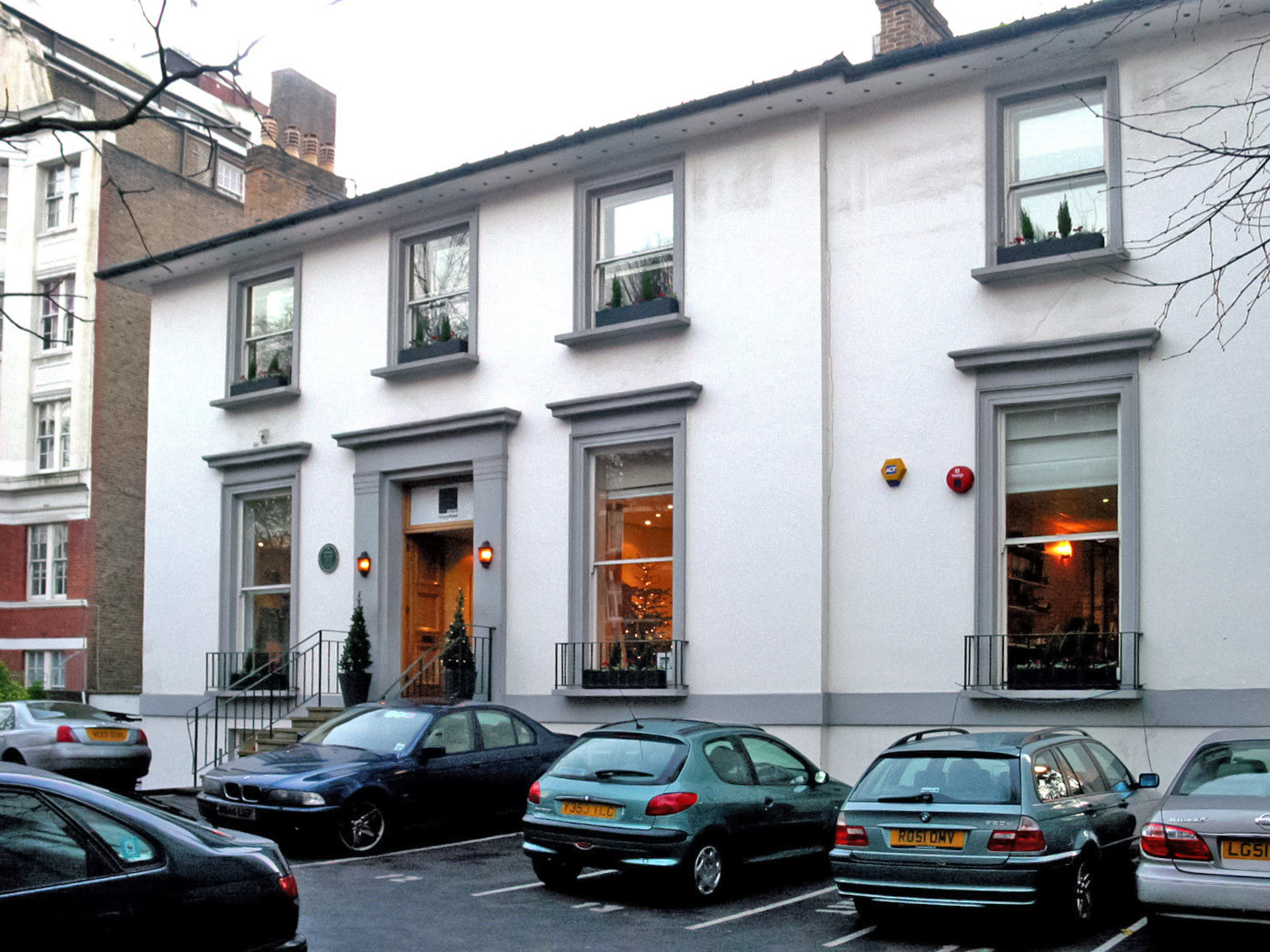
EMI Studios (atual Abbey Road Studios), retratado em 2005.

De acordo com Oliver Julien, Sgt. Pepper representa o "epítome da transformação do estúdio de gravação em uma ferramenta de composição", marcando o momento em que a "música popular entrou na era da composição fonográfica." O sucesso comercial duradouro e o impacto midiático de Sgt. Pepper foram amplamente influenciados pelo uso criativo dos equipamentos de estúdio feito por George Martin e seus engenheiros enquanto criavam novos processos e técnicas. Experimentação artística, como a inserção de falas aleatórias sem sentido no groove de desfecho, é uma das características definidoras do trabalho. Na opinião do historiador dos Beatles, Mark Lewisohn, Sgt. Pepper representa o último esforço unificado do grupo, que demonstra uma coesão que começaria a se deteriorar imediatamente após a finalização do disco e que desapareceria por completo no lançamento de The Beatles, em 1968. Emerick nota o envolvimento mínimo de George e Ringo, enxergando Sgt. Pepper como uma realização de John e Paul que foi menos fruto de trabalho em grupo que qualquer dos lançamentos anteriores do quarteto.
Ian Inglis destaca que quase toda consideração de significância de Sgt. Pepper enfatiza a "correspondência sem precedentes entre música e arte, tempo e espaço" da capa. Após seu lançamento, as sleeves, ou luvas, de álbuns não mais eram "uma coisa supérflua a ser descartada durante o ato de ouvir, mas um componente integral da apreciação, que expandia a experiência musical." A capa ajudou a elevar a arte gráfica de álbuns a tópico respeitável para análises críticas, por meio da qual as "estruturas e culturas da música popular" poderiam doravante justificar discursos intelectuais de uma forma que – antes de Sgt. Pepper – seria vista como "presunção caprichosa". Ele escreve: A capa de Sgt. Pepper tem sido louvada como inovadora em suas propriedades estético-visuais, congratulada pelo seu inovador e imaginativo design, creditada como provedora de um ímpeto inicial para a expansão da indústria do design gráfico no meio da música popular, e percebida como largamente responsável pela explicitação de conexões entre arte e pop." Riley a descreve como "um dos mais conhecidos trabalhos de pop art já produzidos". No fim da década de 1990, a BBC a incluiu na sua lista de obras-primas britânicas da arte e do design no século XX. Em 2008, a icônica pele de bateria usada na capa foi leiloada por €670.000.

### Aparições em listas e nomeações
Em uma resenha de 1987 para a revista Q, o jornalista musical e autor Charles Shaar Murray afirmou que o trabalho "permanece como um pilar central da mitologia e da iconografia dos anos 1960". Anthony DeCurtis, da Rolling Stone, descreve-o como uma "enorme façanha" que "revolucionou o rock and roll". Em 1994, Sgt. Pepper estava ranqueado em primeiro lugar no livro All Time Top 1000 Albums, de Colin Larkin. O autor o descreve como "o disco que revolucionou, alterou e reinventou os limites da música moderna." Em 2003, Sgt. Pepper figurou entre os cinquenta trabalhos escolhidos pela Biblioteca do Congresso dos Estados Unidos para serem adicionados ao Registro Nacional de Gravações, em honra ao trabalho enquanto "cultural, histórica, ou esteticamente significante". Em 2003, a Rolling Stone o colocou no primeiro lugar de sua lista de "500 Melhores Álbuns de Todos os Tempos, descrevendo-o como "o auge dos oito anos de discos dos Beatles".
Em Encyclopedia of Popular Music, Larkin escreveu: "ocorreu que (o trabalho) não foi somente um mero álbum pop, mas sim um ícone cultural, abraçando os elementos constitutivos da década de 1960: pop art, moda extravagante, drogas, misticismo instantâneo e liberdade contra o controle parental." Em 2006, foi escolhido pela revista Time como um dos cem melhores álbuns de todos os tempos. O acadêmico especializado em música David Scott Kastan define Sgt. Pepper como "o mais importante e influente trabalho de rock and roll de todos os tempos".

## Lista de faixas
Todas as faixas escritas e compostas por Lennon–McCartney, exceto "Within You Without You" por George Harrison. Durações das faixas e créditos dos  solistas de acordo com Mark Lewisohn e Ian MacDonald. 
| Lado um        |                                         |                      |         |  |
| N.º            | Título                                  | Solista(s)           | Duração |  |
| 1.             | "Sgt. Pepper's Lonely Hearts Club Band" | McCartney            | 2:00    |  |
| 2.             | "With a Little Help from My Friends"    | Starr                | 2:42    |  |
| 3.             | "Lucy in the Sky with Diamonds"         | Lennon               | 3:28    |  |
| 4.             | "Getting Better"                        | McCartney            | 2:48    |  |
| 5.             | "Fixing a Hole"                         | McCartney            | 2:36    |  |
| 6.             | "She's Leaving Home"                    | McCartney com Lennon | 3:25    |  |
| 7.             | "Being for the Benefit of Mr. Kite!"    | Lennon               | 2:37    |  |
| Duração total: | Duração total:                          | Duração total:       | 19:36   |  |

| Lado dois      |                                                   |                                     |         |  |
| N.º            | Título                                            | Solista(s)                          | Duração |  |
| 1.             | "Within You Without You"                          | Harrison                            | 5:05    |  |
| 2.             | "When I'm Sixty-Four"                             | McCartney                           | 2:37    |  |
| 3.             | "Lovely Rita"                                     | McCartney                           | 2:42    |  |
| 4.             | "Good Morning Good Morning"                       | Lennon                              | 2:42    |  |
| 5.             | "Sgt. Pepper's Lonely Hearts Club Band (Reprise)" | Lennon, McCartney, Harrison e Starr | 1:18    |  |
| 6.             | "A Day in the Life"                               | Lennon e McCartney                  | 5:38    |  |
| Duração total: | Duração total:                                    | Duração total:                      | 20:02   |  |

## Ficha técnica
De acordo com Mark Lewisohn e Ian MacDonald:
The Beatles
- John Lennon – vocais principais, harmonias vocais e vocais de apoio; guitarras solo e rítmica; piano e órgão Hammond; harmônica, loops de fita, efeitos sonoros e pente e papel de seda; palmas, pandeireta e maracas; acorde final de piano em Mi maior em "A Day in the Life".
- Paul McCartney – vocais principais, harmonias vocais e vocais de apoio; guitarra solo e baixo elétrico; pianos elétrico e acústico, órgãos Lowrey e Hammond; palmas; vocalizações, loops de fita, efeitos sonoros e pente e papel de seda; acorde final de piano em Mi maior em "A Day in the Life".
- George Harrison – harmonias vocais e vocais de apoio; guitarras solo e rítmica; sitar; tambura; harmônica e kazoo; palmas e maracas; vocais principais em "Within You Without You".
- Ringo Starr – bateria, congas, pandeireta, maracas, palmas e sinos tubulares; vocais principais em "With a Little Help from My Friends"; harmônica em "Being for the Benefit of Mr. Kite!"; acorde final de piano em Mi maior em "A Day in the Life".

Músicos adicionais
- Sounds Incorporated – sexteto de saxofones em "Good Morning, Good Morning".[313]
- Neil Aspinall – tambura e harmônica.[314]
- Mal Evans – contagem, harmônica, alarme de relógio e acorde final de piano em Mi maior em "A Day in the Life".[315]
- Músicos de sessão – quatro trompas francesas em "Sgt. Pepper's Lonely Hearts Club Band": Neill Sanders, James W. Buck, John Burden, Tony Randall,[316] arranjadas e conduzidas por Martin e McCartney; seção de cordas e harpa em "She's Leaving Home", arranjada por Mike Leander e conduzida por Martin; harmônio, tabla, sitar, dilruba, oito violinos e quatro violoncelos em "Within You, Without You", arranjados e conduzidos por Harrison e Martin; trio de clarinetes em "When I'm Sixty-Four": Robert Burns, Henry MacKenzie e Frank Reidy, arranjados e conduzidos por Martin e McCartney; saxofones em "Good Morning, Good Morning", arranjados e conduzidos por Martin e Lennon; e orquestra de quarenta integrantes, incluindo cordas, metais, madeiras e percussão em "A Day in the Life", arranjada por Martin, Lennon e McCartney e conduzida por Martin e McCartney.[317]

Produção
- George Martin – produção e mixagem; loops e efeitos sonoros; cravo em "Fixing a Hole", harmônio, órgão Lowrey e glockenspiel em "Being for the Benefit of Mr. Kite!", órgão Hammond em "With a Little Help from My Friends", piano em "Getting Better" e solo de piano em "Lovely Rita"; acorde final de harmônio em "A Day in the Life".[318]

- Geoff Emerick – engenharia de som; loops de fita e efeitos sonoros.[319][nota 45]

## Posição nas paradas musicais
Sgt. Pepper permaneceu na Billboard 200 dos Estados Unidos por 175 semanas não consecutivas.
| País (Tabela musical) (1967-68)                         | Posição de pico |
| ------------------------------------------------------- | --------------- |
| Alemanha Ocidental (Media Control Charts)               | 1               |
| Austrália (Kent Music Report)                           | 1               |
| Canadá (RPM Top LPs)                                    | 1               |
| Estados Unidos (Billboard Top LPs)                      | 1               |
| Noruega (VG-lista)                                      | 1               |
| Reino Unido (UK Albums Chart)                           | 1               |
| Suécia (Sverigetopplistan)                              | 1               |
| País (Tabela musical) (1987)                            | Posição de pico |
| Países Baixos (Dutch Charts)                            | 2               |
| Japão (Oricon)                                          | 3               |
| Reino Unido (UK Albums Chart)                           | 3               |
| País (Tabela musical) (2009)                            | Posição de pico |
| Austrália (ARIA Charts)                                 | 16              |
| Bélgica (Ultratop Valônia)                              | 22              |
| Brasil (Associação Brasileira dos Produtores de Discos) | 20              |
| Dinamarca (Hitlisten)                                   | 20              |
| Finlândia (Suomen virallinen lista)                     | 9               |
| Itália (Federazione Industria Musicale Italiana)        | 9               |
| Japão (Oricon)                                          | 20              |
| Nova Zelândia (Recorded Music NZ)                       | 12              |
| Noruega (IFPI)                                          | 31              |
| Portugal (Associação Fonográfica Portuguesa)            | 4               |
| Espanha (Productores de Música de España)               | 22              |
| Suécia (Sverigetopplistan)                              | 8               |
| Reino Unido (UK Albums Chart)                           | 5               |

| País (Tabela musical) (1967)        | Posição |
| ----------------------------------- | ------- |
| Austrália (Australian Albums Chart) | 1       |
| Reino Unido (UK Albums Chart)       | 1       |
| Estados Unidos (Billboard 200)      | 3       |
| País (Tabela musical) (1968)        | Posição |
| Austrália (Australian Albums Chart) | 3       |
| Estados Unidos (Billboard 200)      | 6       |

| País (Tabela musical) (1960-69) | Posição |
| ------------------------------- | ------- |
| Reino Unido (UK Albums Chart)   | 1       |

| País (Empresa)        | Certificação |
| --------------------- | ------------ |
| Alemanha (BVMI)       | Platina      |
| Argentina (CAPIF)     | 2× Platina   |
| Argentina (CAPIF)     | 3× Platina   |
| Austrália (ARIA)      | 4× Platina   |
| Brasil (ABPD)         | Ouro         |
| Canadá (Music Canada) | 8× Platina   |
| Estados Unidos (RIAA) | 11× Platina  |
| França (SNEP)         | Ouro         |
| Itália (FIMI)         | Ouro         |
| Japão (Oricon)        | [ 357 ]      |
| Nova Zelândia (RMNZ)  | 6× Platina   |
| Reino Unido (BPI)     | 3× Platina   |